# Безсергенівка
Бессергеновка — село у складі Варенівського сільського поселення Неклиновського району Ростовської області.
Населення — 1829 осіб (2010 рік).

## Географія
Село розташоване над Азовським морем на північний схід від Таганрогу.
Село поділяє Ягідна балка, що має гирло у Таганрозькій затоці Азовського моря.
У селі розташована залізнична станція Безсергенівка (1283 км). Вона була відкрита 1900 року на лінії Горлівка-Таганріг-Ростов.

### Вулиці
| - вул. 3-го Інтернаціоналу, - вул. Абрикосова, - вул. Берегова, - вул. Виноградна, - вул. Вишнева, - вул. Залізнична, - вул. Колгоспна, - вул. Комсомольська, - вул. Кооперативна, - вул. Коралова, | - вул. Лугова, - вул. Металургійна, - вул. Мирна, - вул. Молодіжна, - вул. Монтажна, - вул. Морська, - вул. Нова, - вул. Жовтнева, - вул. Горіхова, | - вул. Першотравнева, - вул. Садова, - вул. Радянська, - вул. Сонячна, - вул. Соціалістична, - вул. Таганрозька, - вул. Квіткова, - вул. Шкільна, - вул. Ентузіастів. |